# Sebdenia
Sebdenia, rod crvenih algi iz porodice Sebdeniaceae, dio reda, točnije jedina u redu Sebdeniales. Postoji 14 priznatih vrsta
Tipična vrsta Sebdenia monnardianaraširena je po Sredozemlju (uključujući jadran), te uz obale Kanarskih otoka

## Vrste
1. Sebdenia amoena (Bory) E.Soler-Onís
2. Sebdenia canariensis Soler-Onís, Haroun, Viera-Rodríguez & Prud'homme ex D.Gabriel & Fredericq
3. Sebdenia dawsonii (I.A.Abbott) G.I.Hansen
4. Sebdenia dichotoma Berthold
5. Sebdenia flabellata (J.Agardh) P.G.Parkinson
6. Sebdenia integra Gavio, Hickerson & Fredericq
7. Sebdenia limensis (Kützing) M.Howe
8. Sebdenia lindaueri Setchell ex V.J.Chapman
9. Sebdenia monnardiana (Montagne) Berthold - tip
10. Sebdenia okamurae Yamada
11. Sebdenia polydactyla (Børgesen) M.Balakrishnan
12. Sebdenia rodrigueziana (Feldmann) Codomier ex Athanasiadis
13. Sebdenia rubra W.R.Taylor
14. Sebdenia senegalensis (M.Bodard) E.Soler-Onís